# Никитина (Ирбитское муниципальное образование)
Никитина — деревня в Свердловской области России. Входит в Ирбитское муниципальное образование.

## Географическое положение
Деревня расположена в 18 километрах (по автотрассе в 23 километрах) к северо-востоку от города Ирбита, на правом берегу реки Кирги (правого притока реки Ницы), выше устья левого притока реки Берёзовки. В окрестностях деревни, в 3 километрах к северу расположен остановочный пункт 205 км Свердловской железной дороги.

## Церковь в честь Покрова Божией Матери
В 1889 году была перестроена из часовни каменная, однопрестольная церковь, которая была освящена в честь Покрова Пресвятой Богородицы в 1889 году. Церковь была закрыта в 1930 году. В начале 2000-х лет была восстановлена, построены колокольня и купол. Была повторно освящена 13 октября 2005 года.

## Население
| 2002 | 2010 | 2021 |
| ---- | ---- | ---- |
| 258  | ↘223 | ↘199 |